# Péter Marót
Péter Marót (Miskolc, 27 maggio 1945 – 7 giugno 2020) è stato uno schermidore ungherese, specialista della sciabola, vincitore di una medaglia d'argento ed una di bronzo nella scherma ai Giochi olimpici.
È morto il 7 giugno 2020 in un incidente stradale.